# Brian Sutter
Brian Louis Allen Sutter (* 7. Oktober 1956 in Viking, Alberta) ist ein ehemaliger kanadischer Eishockeystürmer und zurzeit General Manager der Red Deer Rebels in der Western Hockey League.

## Karriere

### Als Spieler
Brian Sutter begann seine Karriere 1972 in der zweitklassigen kanadischen Juniorenliga AJHL, ehe er 1974 zu den Lethbridge Broncos in die WCHL wechselte. Er bewies dort sein Talent als solider Scorer und seine körperliche Härte, sodass er im NHL Amateur Draft 1976 von den St. Louis Blues in der zweiten Runde an Position 20 ausgewählt wurde.
Die Saison 1976/77 verbrachte sowohl beim CHL-Farmteam als auch bei den Blues in der NHL. 1977/78 konnte er sich schließlich im NHL-Kader der Blues durchsetzen, auch wenn er noch nicht seine Qualitäten als Scorer abrufen konnte und nur 22 Punkte erzielte. Doch in der nächsten Saison gelang ihm ein großer Leistungssprung und er hatte die zweitbeste Punkteausbeute aller Spieler von St. Louis und war mit 41 Toren bester Torschütze der Mannschaft. Er wurde daraufhin im Alter von 22 Jahren und elf Monaten zum bis dahin jüngsten Mannschaftskapitän in der Geschichte des Franchise ernannt.
Sutter war in den folgenden Jahren eine wichtige Säule der Blues. Er war ein solider Scorer, der das harte Spiel bevorzugte und auch Faustkämpfen nicht aus dem Weg ging, aber trotzdem Führungsqualitäten bewies. So hatte er mit der Saison 1982/83 eines seiner besten Jahre, als er 46 Tore erzielte und 30 weiter vorbereitete und zudem 254 Minuten auf der Strafbank verbüßen musste. 1982, 1983 und 1985 wurde er wegen seiner guten Leistungen zum NHL All-Star Game eingeladen.
Mitte der achtziger Jahre häuften sich bei Sutter Verletzungen und er konnte von 1985 bis 1987 nur 58 Spiele bestreiten. Die Verletzungspausen nutzte er aber dazu erste Trainererfahrungen zu sammeln und agierte als inoffizieller Assistenztrainer. 1987/88 konnte er noch einmal eine komplette Saison im NHL-Kader absolvieren, beendete dann aber seine Karriere.
Zwölf Saisons hatte er für die St. Louis Blues bestritten, neun davon als Mannschaftskapitän. Die Blues sperrten nach dem Karriereende seine Trikotnummer 11, die an keinen Spieler mehr vergeben wird und als Banner im Scottrade Center hängt.

#### Karrierestatistik
(Legende zur Spielerstatistik: Sp oder GP = absolvierte Spiele; T oder G = erzielte Tore; V oder A = erzielte Assists; Pkt oder Pts = erzielte Scorerpunkte; SM oder PIM = erhaltene Strafminuten; +/− = Plus/Minus-Bilanz; PP = erzielte Überzahltore; SH = erzielte Unterzahltore; GW = erzielte Siegtore; 1 Play-downs/Relegation; Kursiv: Statistik nicht vollständig)

### Als Trainer
Direkt nach dem Ende seiner aktiven Laufbahn wurde Brian Sutter im Sommer 1988 zum Cheftrainer der St. Louis Blues ernannt. In der Saison 1990/91 erreichte er mit 105 Punkten das bis dahin zweitbeste Saisonergebnis in der Geschichte das Franchise und die Blues belegten den zweiten Platz in der NHL. Trotzdem kamen sie, wie in den beiden Saisons zuvor, nicht über die zweite Runde der Playoffs hinaus. Trotzdem wurde Sutter mit dem Jack Adams Award als bester Trainer der NHL ausgezeichnet. Im selben Jahr war er auch Assistenztrainer von Team Canada, das den Canada Cup gewann.
1992 verließ er die Mannschaft und wurde Trainer der Boston Bruins. Dort konnte er die Saisonbilanz gleich um 25 Punkte im Vergleich zur Vorsaison steigern und belegte sowohl mit den Bruins in der NHL als auch bei der Abstimmung für den Jack Adams Award den zweiten Platz. Allerdings konnten sich auch die Bruins nicht lange in den Playoffs halten. In den folgenden zwei Jahren gehörten die Bruins immer zu den vier besten Mannschaften im Osten der Liga, doch blieb der große Erfolg aus.
1995 nahm sich Sutter eine Auszeit vom Eishockeysport und legte sein Traineramt in Boston nieder. Zwei Jahre später kehrte er zurück in die NHL und trainierte die Calgary Flames aus seiner Heimatprovinz Alberta. Die Mannschaft hatte zwei enttäuschende Saisons hinter sich, in denen sie die Playoff-Qualifikation verpassten. Doch auch unter Sutter besserte sich die sportliche Situation nicht und im Sommer 2000 verließ er die Mannschaft wieder.
Im Sommer 2001 trat er das Amt als Cheftrainer der Chicago Blackhawks an, die sich seit vier Jahren in einer sportlichen Krise befanden. Gleich in seiner ersten Saison in Chicago konnte sich die Mannschaft deutlich steigern. Statt der 29 Siege der Vorsaison gewann das Team 41 Spiele und qualifizierte sich wieder für die Playoffs. Sutter wurde daraufhin für seine Trainerleistung erneut für den Jack Adams Award nominiert. Doch der Erfolg war nur von kurzer Dauer, denn in den folgenden zwei Jahren fiel die Mannschaft in ihre Krise zurück und lieferte in der Saison 2003/04 mit nur 20 Siegen das schlechteste Saisonergebnis seit 47 Jahren. Nach dem Ausfall der Saison 2004/05 wegen des Lockout entschied sich das Management der Blackhawks den auslaufenden Vertrag von Sutter nicht zu verlängern.
Sutter trainierte daraufhin die Bentley Generals in der kanadischen Amateurliga Chinook Hockey League und gewann die gemeinsame Amateurmeisterschaft von Alberta und British Columbia.
Im Juli 2007 wurde sein Bruder Brent Sutter zum Cheftrainer des NHL-Teams der New Jersey Devils ernannt. Er war bis dahin Teambesitzer, Trainer und General Manager der Red Deer Rebels aus der kanadischen Juniorenliga WHL, musste aber durch sein neues Engagement in der NHL den Trainer- und Managementposten bei den Rebels abgeben. Brian Sutter nahm seine Nachfolge als General Manager der Rebels an.

## Erfolge und Auszeichnungen

### Als Spieler
- NHL All-Star Game 1982, 1983 und 1985

### Als Trainer
- Jack Adams Award 1991
- Canada Cup 1991 (als Assistenztrainer)

## Familie
Brian Sutter hat sechs Brüder, von denen es fünf, alle jünger als er, in die NHL geschafft haben. Brent Sutter absolvierte 1.111 Spiele und erzielte 829 Punkte. Mit den New York Islanders, deren Kapitän er für vier Jahre war, gewann er zweimal den Stanley Cup. Brent spielte damals zusammen mit seinem älteren Bruder Duane, der insgesamt vier Mal den Stanley Cup gewann. Duane spielte 731 Mal in der NHL und kam auf 342 Punkte. Von 2000 bis 2002 trainierte er die Florida Panthers und war später als Funktionär tätig.
Darryl Sutter absolvierte 406 Spiele, erzielte 279 Punkte und war als General Manager und Trainer von insgesamt mehreren NHL-Teams aktiv. Ein weiterer Bruder, Rich Sutter, spielte 874 Spiele in der NHL und erzielte 315 Punkte. Für etwas mehr als ein Jahr spielte er in Chicago unter der Leitung seines Bruders Darryl. Nach seiner aktiven Laufbahn war er als Talentscout unter anderem für die Minnesota Wild und die Phoenix Coyotes tätig. Dessen Zwillingsbruder Ron Sutter wurde ebenfalls von seinem Bruder Darryl trainiert und zwar in San Jose für insgesamt drei Jahre. Ron bestritt 1.093 Spiele in der NHL und konnte dabei 533 Punkte erzielen. Für ein Jahr war er Mannschaftskapitän der Philadelphia Flyers.
Brians Sohn Shaun Sutter wurde im NHL Entry Draft 1998 von den Calgary Flames ausgewählt, schaffte jedoch nie den Sprung in die NHL. Brett, Brandon und Brody Sutter hingegen gelang dies als Vertreter der zweiten Generation der Familie, während Luke Sutter ebenfalls im Profibereich aktiv war.